# Préhistoire de l'Algérie

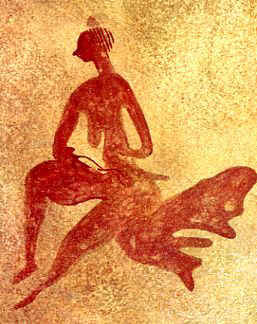
Peinture rupestre du Tassili n'Ajjer

La Préhistoire de l'Algérie commence avec les premières traces d'occupation humaine trouvées sur le territoire actuel de l'Algérie, il y a environ 2 millions d'années, et s'achève avec les premiers textes libyques dits Tifinagh, puis les textes carthaginois et romains, dans la deuxième moitié du Ier millénaire av. J.-C..

## Paléolithique archaïque
Les sites préhistoriques de Guelta Zerka, dans la wilaya de Sétif, au centre-est du pays, ont livré des vestiges lithiques très anciens de type oldowayen, toutefois sans fossiles humains associés,.

### Aïn Boucherit
Le site d'Aïn Boucherit a livré en 2018 des vestiges d'industrie lithique datés d'environ 2 millions d'années.
Le site a été daté par quatre méthodes indépendantes, mais qui laissent une marge d'incertitude significative, entre 1,9 et 2,4 millions d'années : la polarité géomagnétique négative rapportée au chron Matuyama, la résonance paramagnétique électronique (RPE), la biostratigraphie (les assemblages d'espèces fossiles), et la vitesse de sédimentation estimée. Aïn Boucherit est aujourd'hui le site paléolithique le plus ancien d'Afrique du Nord.

### Aïn Hanech
Sur le site voisin d'Aïn Hanech, l'âge des vestiges lithiques est évalué par le paléomagnétisme à environ 1,7 million d'années.

## Paléolithique inférieur
Le site préhistorique de Tighennif (anciennement Ternifine), dans la wilaya de Mascara, a livré des outils lithiques acheuléens, notamment des bifaces et des hachereaux, dont l'âge s'échelonne de 1 à 0,7 million d'années. Parmi les vestiges, composés essentiellement d'ossements animaux fossiles et d'outils de pierre taillée, les paléontologues français Camille Arambourg et Robert Hoffstetter ont découvert de 1954 à 1956 trois mandibules humaines, datées d'environ 700 000 ans, qui ont conduit à la définition de l'Atlanthropus mauritanicus, aujourd'hui dénommé Homo mauritanicus,,. L'Homme de Tighennif présente une mandibule plus robuste que les représentants de l'espèce Homo rhodesiensis, attestée en Afrique à partir d'environ 600 000 ans. Les fossiles de l'Homme de Tighennif sont les plus anciens fossiles humains connus en Afrique du Nord.

## Paléolithique moyen
Le Paléolithique moyen s'ouvre en Afrique du Nord avec le Moustérien, à partir d'environ 300 000 ans avant le présent (AP).
À partir d'environ 145 000 ans et jusqu'à 30 000 ans AP prédomine l'Atérien.
L'Atérien a été défini en 1922 par Maurice Reygasse à partir de vestiges lithiques mis au jour sur le site de Bir el-Ater, dans la wilaya de Tébessa.
Les outils atériens sont l'œuvre d'Homo sapiens.
Vers la fin du Paléolithique moyen, il y a quelque 50 000 ans, de fortes pluies tombent au Sahara et au Maghreb, qui connaissent alors un climat humide favorisant le développement des populations d'éléphants, de girafes, de rhinocéros et autres, que les Hommes chassent en grands nombres.

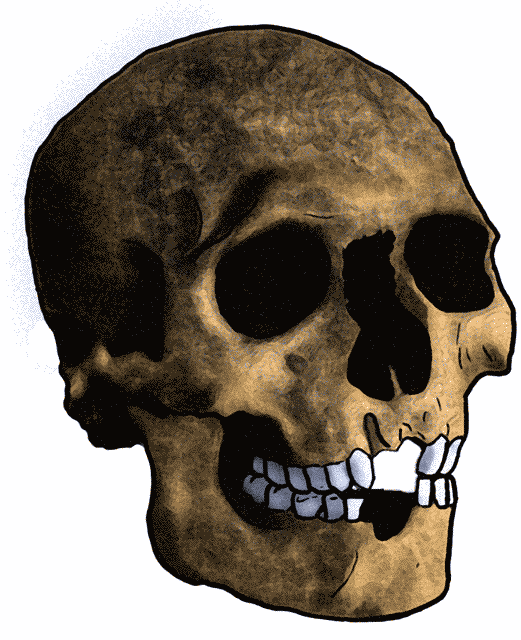
L'Homme de Mechta-Afalou a été trouvé près de Constantine.

## Paléolithique supérieur
À partir de 25 000 ans AP émerge l'Ibéromaurusien, après un hiatus archéologique de plusieurs milliers d'années[réf. nécessaire].
Son outillage comporte notamment de nombreuses lamelles à dos abattu et divers types d'outils en os. Ni art pariétal, ni art rupestre n'ont été mis au jour, alors que l'Ibéromaurusien est contemporain des peintures du Solutréen et du Magdalénien, nombreuses en France et en Espagne. La découverte la plus insolite est celle de statuettes en terre cuite datées entre 18 000 et 11 000 ans AP, qui constituent les plus anciennes manifestations artistiques de ce type en Afrique du Nord.
Les fouilles archéologiques ont mis en évidence des armes de chasse très raffinées, faites de pierre, de bois et même de cordage. Les pointes de lances sont appelées ibéromaurusiennes.

## Mésolithique
C'est l'époque du Capsien, entre environ 8000 et 5000 av. J.-C. Le Capsien apparait d'abord dans le Sud de la Tunisie, dans la région de Gafsa (antique Capsa). Il n'atteint pas le littoral méditerranéen et reste à l'intérieur des terres, sur un territoire limité à l'Est algérien et à une partie de la Tunisie.
À cette époque le Maghreb était une savane, comparable à l'Afrique de l'Est actuelle, avec des forêts méditerranéennes uniquement en haute altitude.
L'industrie capsienne est de qualité. Elle comporte des grandes lames, des lamelles à dos, de nombreux burins, grattoirs, couteaux, perçoirs, mèches de forets, scalènes et des objets de petite taille, riche en microlithes géométriques (trapèzes, triangles ou autres). L'industrie osseuse est composée essentiellement de poinçons. Les Capsiens ont laissé un art mobilier abondant, constitué de décors d'objets de parure et de coquilles d'œufs d'autruches, de plaquettes gravées, de pierres sculptées.
Leurs habitations étaient des huttes faites de branchages, peut-être colmatées avec de l'argile. Les mollusques terrestres, les escargots, occupaient une place importante dans leur alimentation, et les coquilles mêlées à des cendres et à des débris osseux forment des amas, ou escargotières, ou cendrières, ayant parfois de 1 à 3 mètres de haut et atteignant plus de 100 m de long. Les Capsiens y enterraient aussi leurs morts dans des positions variables. On peut mentionner à ce titre le site de Mechta Sidi El Arbi, dans la wilaya de Constantine.
Peu de choses sont connues de la religion des Capsiens. Leurs pratiques funéraires (monticules de pierres et peintures figuratives) suggèrent qu'ils croyaient en une vie après la mort.
Du point de vue anatomique, les Capsiens étaient des Proto-méditerranéens, peut-être issus du Proche-Orient,.

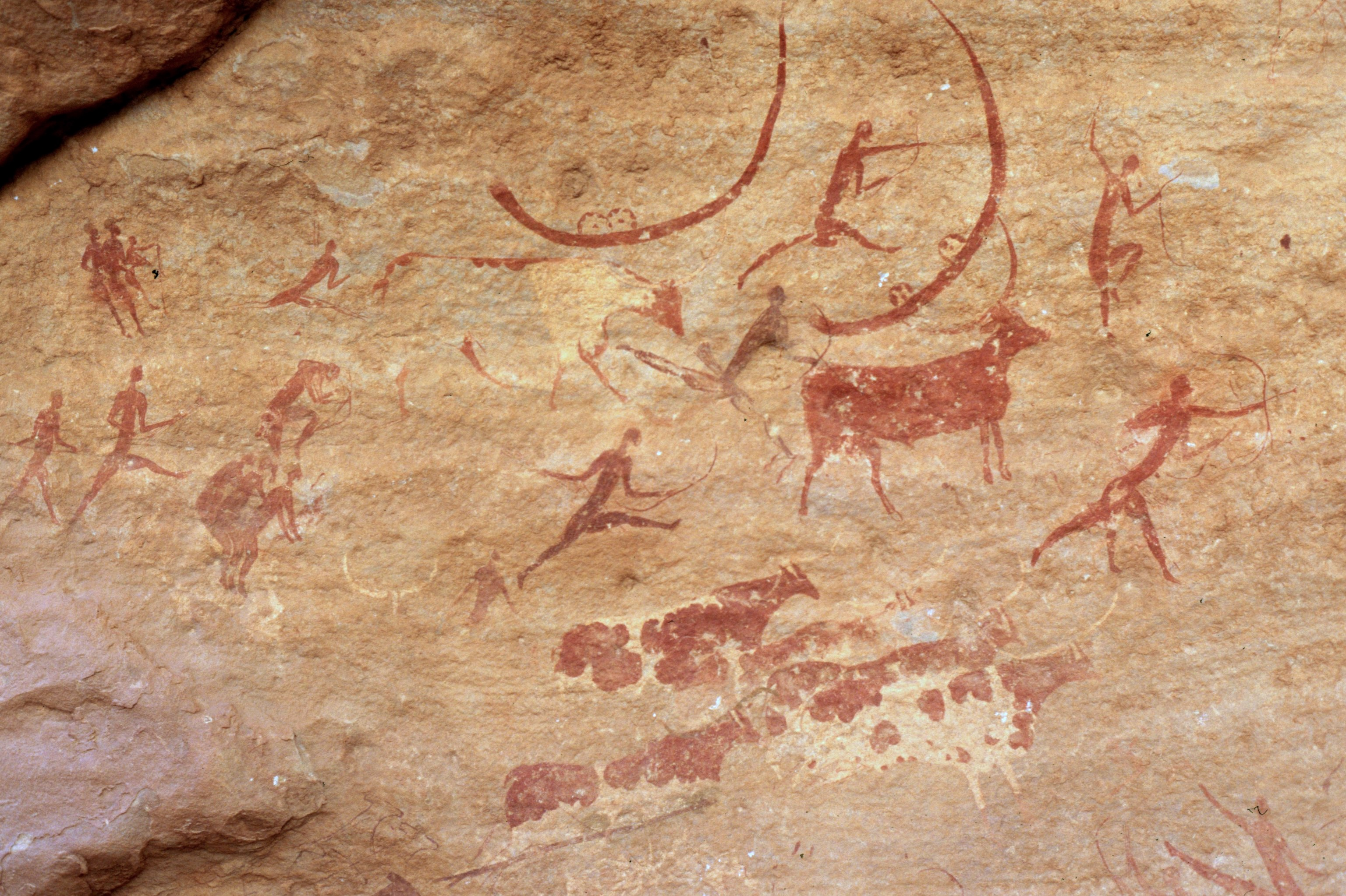
Peinture rupestre du Tassili n'Ajjer

## Néolithique
À partir d'environ 5500 av. J.-C. apparaissent des sociétés sédentaires qui produisent leur nourriture grâce à l'agriculture et à l'élevage, développés un peu plus tôt au Proche-Orient[réf. nécessaire]. Le littoral du Maghreb est atteint par la culture de la céramique cardiale.
Les habitants du Sahara ont laissé des peintures rupestres magnifiques, comme celles du Tassili n'Ajjer, datées de 5000 à 1500 av. J.-C., ou celles de la région d'El-Bayadh. Elles témoignent de leur mode de vie, de la chasse, de l'agriculture, ainsi que de l'assèchement progressif du Sahara qui commença à partir de 2600 av. J.-C.[réf. souhaitée]. L'aridité du désert a permis de conserver ces œuvres pendant plusieurs millénaires. Aujourd'hui le contraste est saisissant entre la luxuriance de la faune représentée par ces peintures et l'aridité actuelle du désert.
Vers 3000 av. J.-C., les habitants de la partie côtière de l'Algérie commencent à s'étendre au sud de l'Atlas tellien, au-delà de l'actuel Batna. Ils occupent progressivement le Nord du Sahara qui était à l'époque moins aride que de nos jours. À partir de l'événement climatique de 4200 BP (2200 av. J.-C.), le Sahara s'est asséché, devenant le désert aride que l'on connait aujourd'hui.

## Âge du bronze
La découverte de représentations d'armes métalliques sur les gravures rupestres du Haut Atlas marocain a permis de préciser l'histoire des métaux dans la région.
Le bronze apparait dans le Maghreb vers 1100 av. J.-C. En 2025, une étude archéologique menée au Maroc a révélé des informations significatives sur l'utilisation du bronze en Afrique du Nord. Les fouilles effectuées sur le site de Kach Kouch, près de l'embouchure de l'Oued Laou, ont mis au jour un fragment de bronze étamé daté entre -1110 et -920 av. J.-C. Cette découverte constitue la plus ancienne preuve d'utilisation de cet alliage en Afrique du Nord, à l'ouest de l'Égypte.